# Maison (Loches, 5 rue Saint-Antoine)
Pour les articles homonymes, voir Maison (homonymie).
La maison (Loches, 5 rue Saint-Antoine)  est une ancienne demeure particulière dans la commune de Loches, dans le département français d'Indre-et-Loire.
La façade de cette maison du XVIe siècle est inscrite comme monument historique.

## Localisation
La maison est située dans le périmètre protégé par l'enceinte médiévale de Loches, au pied du coteau de la forteresse.

## Histoire
La campagne principale de construction de cette maison remonte au XVIe siècle.
La façade principale de la maison donnant sur la rue Saint-Antoine est inscrite comme monument historique par arrêté du 12 juin 1926.

## Description

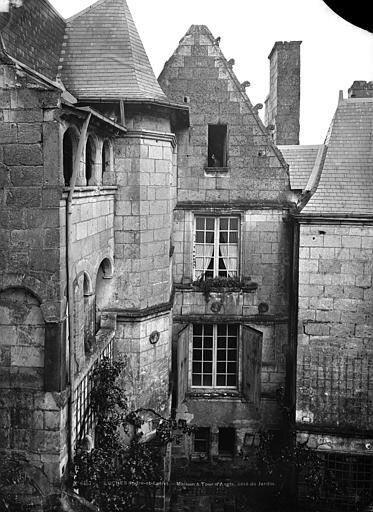
Cour et façades intérieures.

La maison englobe, au fond d'une cour intérieure, une tour de l'enceinte médiévale de la ville et s'appuie sur le rempart. Elle s'ouvre sur cette cour par une série de loggias sur plusieurs étages ; une tour d'escalier à pans coupés dessert les étages.

## Pour en savoir plus